# Stare Rokicie
Stare Rokicie (dawn. Rokicie Stare) – dawna podłódzka miejscowość, od 1946 osiedle w zachodniej części Łodzi, w dzielnicy Górna. Administracyjnie wchodzi w skład osiedla Rokicie. Rozpościera się w rejonie ulicy Św. Franicszka.

## Historia
Rokicie Stare to dawna wieś, od 1867 w gminie Bruss.
18 października 1906 oraz 18 sierpnia 1915 części wsi Rokicie Stare włączono do Łodzi.
W okresie międzywojennym należała do powiatu łódzkiego w woj. łódzkim. W 1921 roku liczba mieszkańców wynosiła 546. 1 września 1933 weszła w skład nowo utworzonej gromady Rokicie, składającej się ze wsi Rokicie Stare i Rokicie Wójtostwo. 15 marca 1937 gromadę Rokicie podzielono, tworząc z części wsi Rokicie Stare (graniczącej z gruntami miasta Łodzi do ulicy Obywatelskiej) nową gromadę o nazwie Rokicie Nowe (bez związku z wsią Nowe Rokicie, włączoną już w 1923 roku do miasta Ruda Pabianicka).
Podczas II wojny światowej włączona do III Rzeszy. Po wojnie Rokicie Stare powróciło na krótko do powiatu łódzkiego woj. łódzkim, lecz już 13 lutego 1946 włączono je do Łodzi.